# 2-й Сетуньский проезд
2-й Се́туньский прое́зд (до 25 января 1952 года — 2-й переу́лок За́городного двора́ Воспита́тельного до́ма) — проезд, расположенный в Западном административном округе города Москвы на территории района Раменки.

## История
Проезд получил современное название по расположению в долине реки Сетунь. До 25 января 1952 года проезд, возникший в XIX веке, назывался 2-й переу́лок За́городного двора́ Воспита́тельного до́ма по находившейся здесь загородной даче (двору) Николаевского сиротского женского училища.

## Расположение
2-й Сетуньский проезд проходит на юго-запад от 1-го Сетуньского проезда, поворачивает на северо-запад, с востока к нему примыкает 3-й Сетуньский проезд, 2-й Сетуньский проезд проходит далее и оканчивается, не доходя до путей Киевского направления Московской железной дороги. Нумерация домов начинается от 1-го Сетуньского проезда.

## Примечательные здания и сооружения
По нечётной стороне:
- № 11 — 25-этажный жилой дом с монолитным ядром жёсткости (1970—1974, архитекторы Е. Н. Стамо и О. Г. Кедреновский)[4]. В этом доме 18 ноября 2005 года произошёл страшный пожар, охвативший весь 25 этаж и бушевавший около 6 часов. Погибли 4 человека. Среди них известный физик-ядерщик.

Так же здесь в 1975—2008 годах жил специалист в области ядерной энергетики и теплофизики, академик В. И. Субботин.
По чётной стороне:

## Транспорт

### Автобус
- 791: от 3-го Сетуньского проезда до 1-го Сетуньского проезда
- 809: от 3-го Сетуньского проезда до 1-го Сетуньского проезда

### Метро
- Станция метро «Спортивная» Сокольнической линии — юго-восточнее улицы, на улице Хамовнический Вал

### Железнодорожный транспорт
- Станция МЦК «Лужники» — юго-восточнее улицы, на улице Хамовнический Вал